# Erioderma tomentosum
Erioderma tomentosum är en lavart som beskrevs av Hue. Erioderma tomentosum ingår i släktet Erioderma och familjen Pannariaceae.   Inga underarter finns listade i Catalogue of Life.